# لوسیانو گوالدی
لوسیانو گوالدی (انگلیسی: Luciano Gualdi؛ زادهٔ ۳۰ ژانویهٔ ۱۹۸۹) بازیکن فوتبال اهل ایتالیا است.